# 相原豊
相原 豊（あいはら ゆたか、1970年12月18日 - ）は、日本の体操競技選手。バルセロナオリンピック銅メダリスト。
群馬県立高崎工業高等学校から日本体育大学に進学し、日本体育大学大学院修了。群馬県高崎市出身。
兄は体操選手の相原誠。父に相原信行（ローマオリンピック金メダリスト）・母に相原俊子（旧姓白須）を持ち、幼少時から英才教育を受けて活躍した。

## 経歴
- 1987年、全日本ジュニア選手権：個人総合3位
- 1988年、全日本選手権で跳馬に出場し、優勝。全日本ジュニア選手権で個人総合優勝に輝く
- 1989年、全日本選手権で個人総合2位、跳馬優勝
- 1991年、全日本選手権で跳馬優勝。インディアナポリス世界選手権に出場し、団体4位、跳馬3位に入る
- 1992年、バルセロナオリンピックに出場。団体（西川大輔・池谷幸雄・知念孝・畠田好章・松永政行・相原豊）で銅メダルを獲得。個人でも床で5位・跳馬で8位にそれぞれ入賞した
- 1992年、中日杯 個人総合優勝
- 2002年、全日本ジュニア選手権であん馬の主審を務める
- 2003年、九州女子短期大学専任講師[1]、体操部コーチに就任
- 2010年、九州女子大学専任講師[1]
- 2017年、東京福祉大学特任講師[1]